# Rhampholeon temporalis
Espèce
Synonymes
- Chamaeleon temporalis Matschie, 1892

Statut de conservation UICN

 EN B1ab(iii)+2ab(iii) : En danger
Rhampholeon temporalis est une espèce de sauriens de la famille des Chamaeleonidae.

## Répartition
Cette espèce est endémique de Tanzanie. Elle se rencontre jusqu'à 1 400 m d'altitude dans les monts Usambara.
Il vit uniquement en altitude, principalement vers 800 mètres d'altitude,. Il se rencontre uniquement dans les couches basses des forêts pluviales de cette zone, dont le climat se caractérise par des températures assez douces et stables (22 à 25 °C la journée, environ 18 °C la nuit), globalement constantes toute l'année. L'hygrométrie est élevée, variant entre 60 et 80 % la journée, un peu plus la nuit.

## Description

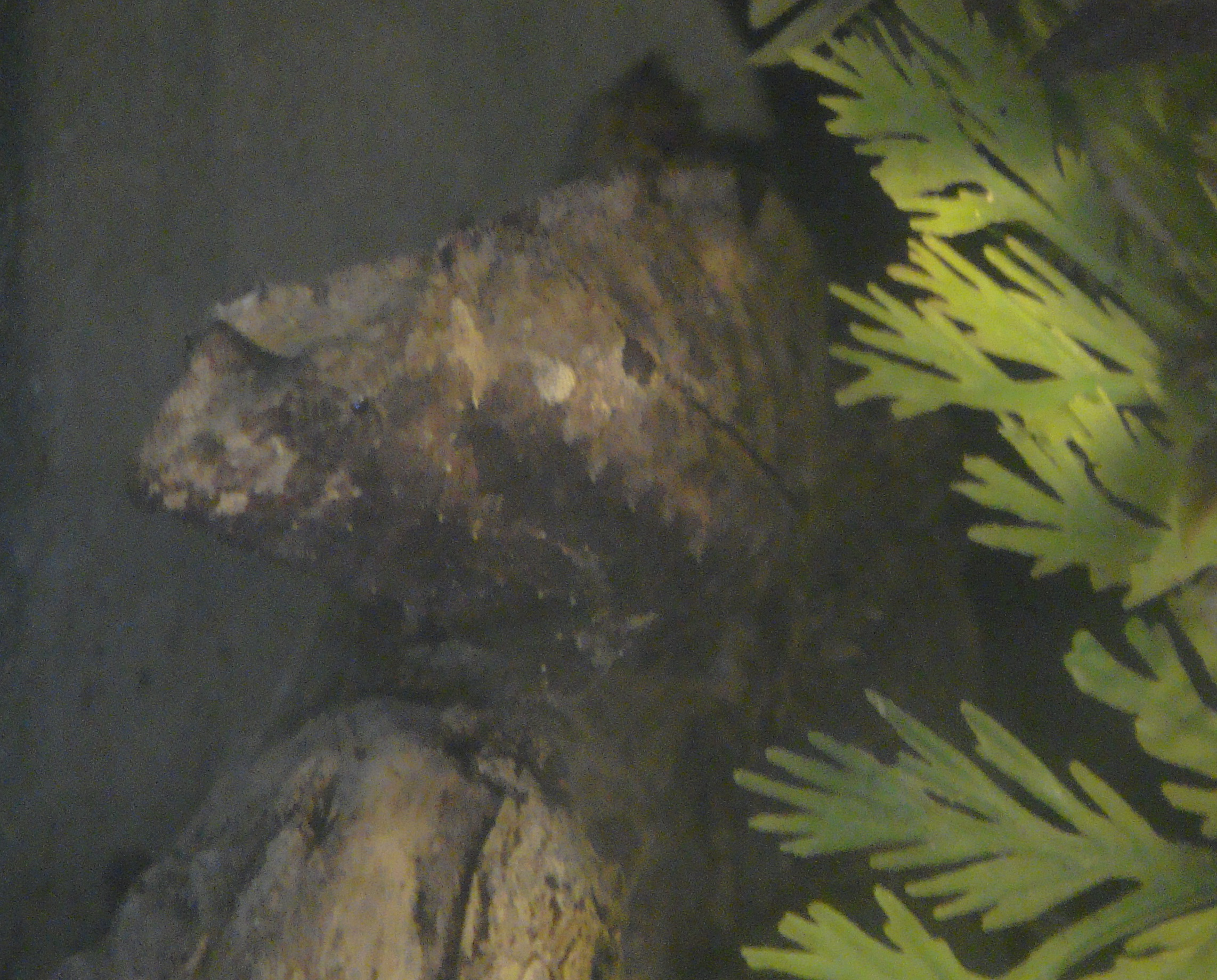
Exemple de coloration d'une femelle

Ce caméléon nain est de petite taille, atteignant au maximum 6 à 8 centimètres. Il est de couleur marron-brun tirant parfois sur le gris, il présente généralement une à trois rayures plus sombres, en forme de virgule, sur les flancs, ainsi que parfois de gros points sombres. La queue est courte, légèrement préhensile, Le casque (partie supérieure du crâne) est marqué, en forme de losange avec une ligne joignant les deux yeux.

Ils ont un corps aplati latéralement, ce qui, avec leurs fines pattes et leurs couleurs les font ressembler à des feuilles mortes, en concordance avec le sol des forêts où ils vivent.
Les femelles sont généralement un peu plus grosses que les mâles, et ces derniers ont une queue plus trapue surtout à la base, logement des hémipénis.

## Comportement

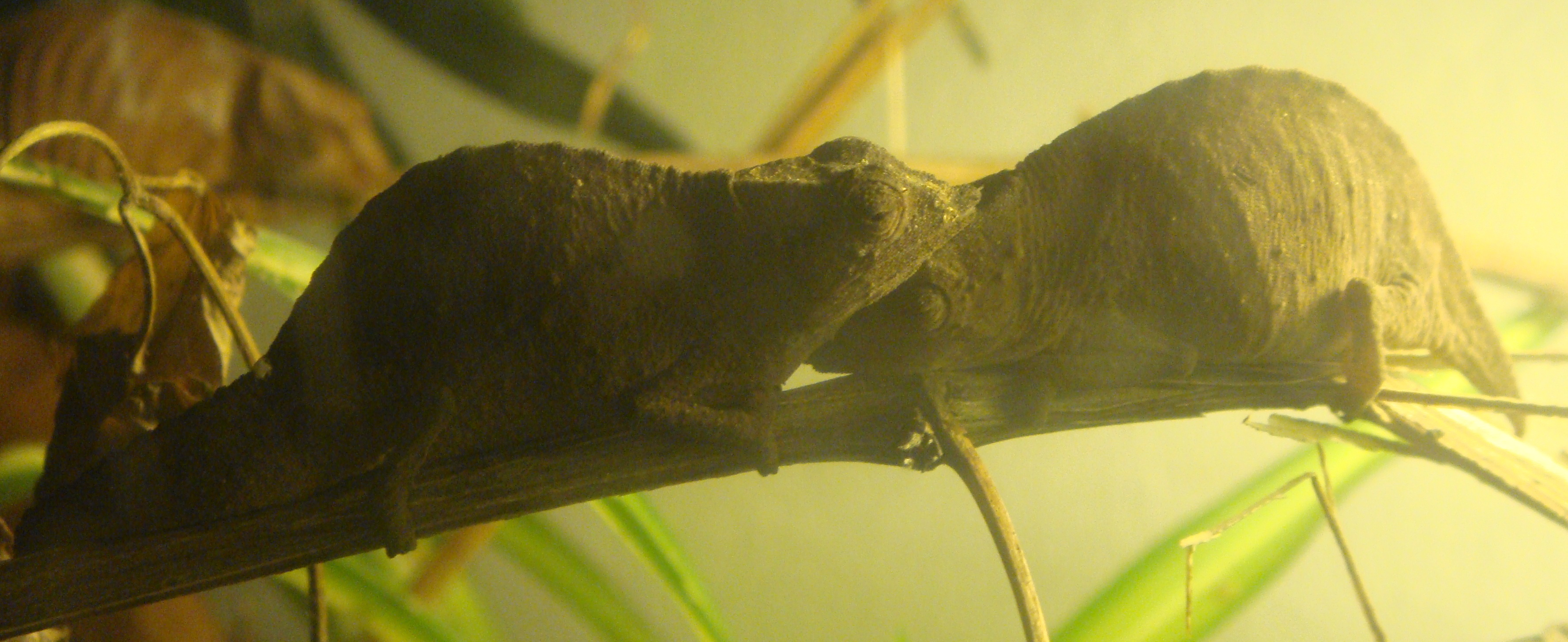
Rhampholeon temporalis mâle (à gauche) et femelle (à droite)

Ce sont des reptiles assez placides, diurnes, qui parcourent le sol et les branches basses des forêts à la recherche de petits insectes. Ils boivent l'eau déposée sur les feuilles au sol ou dans les herbes.

Au contraire des caméléons « classiques » (c'est-à-dire pas les caméléons nains) ils ne s'exposent quasiment jamais au soleil, celui-ci n'atteignant que rarement les couches basses des forêts.
Lorsqu'ils sont dérangés ils peuvent « faire le mort », se laissant tomber sur le sol et restant immobile. Ils peuvent également émettre une vibration très rapide avec leur corps. Le but de ce comportement n'est pas très bien compris, mais certains présument que cela permettrait d'éloigner les petits insectes et autres arthropodes qui pourraient s'intéresser à eux.

## Reproduction

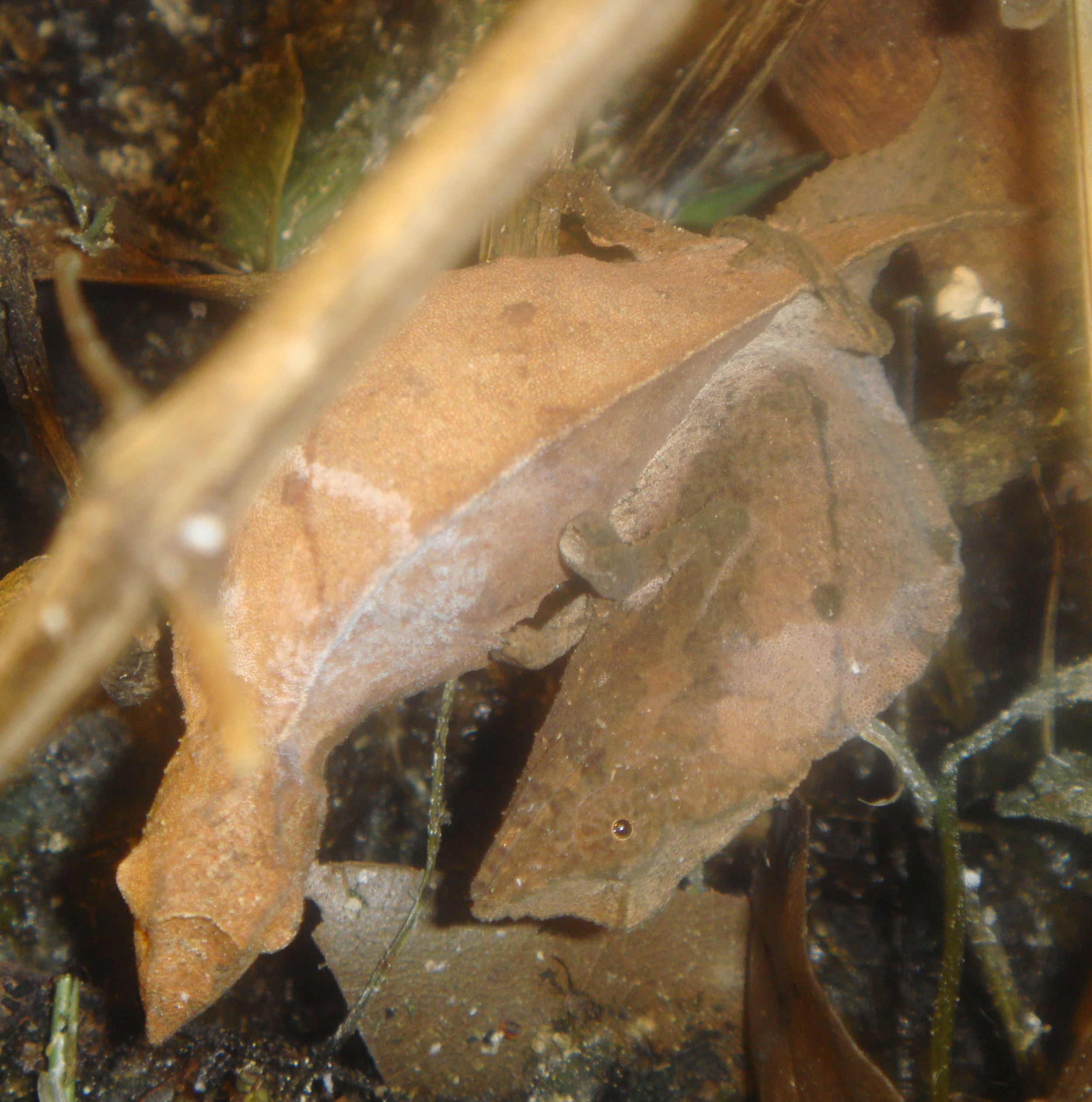
Couple en pleine reproduction (mâle à droite)

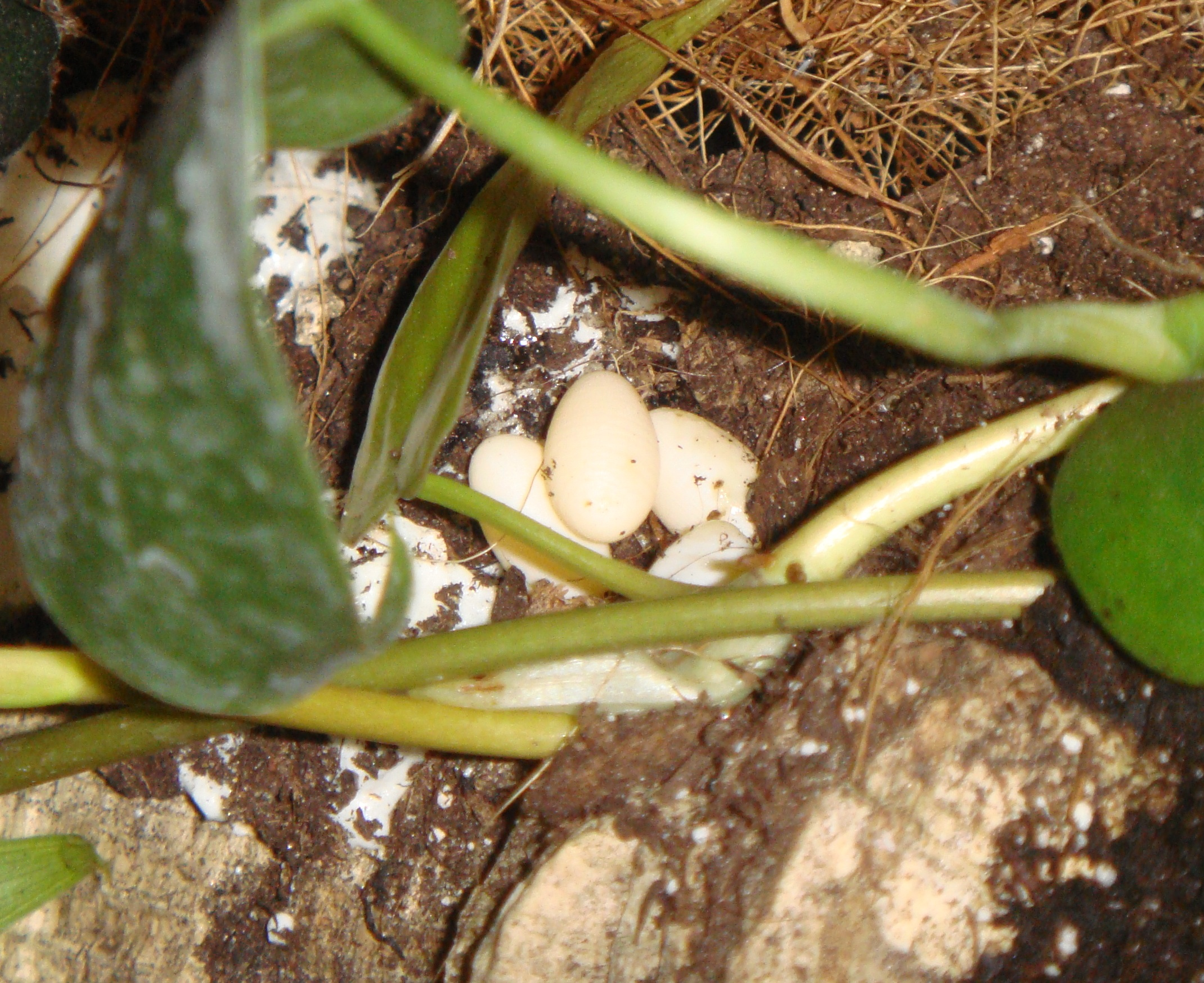
Quatre œufs juste après la ponte

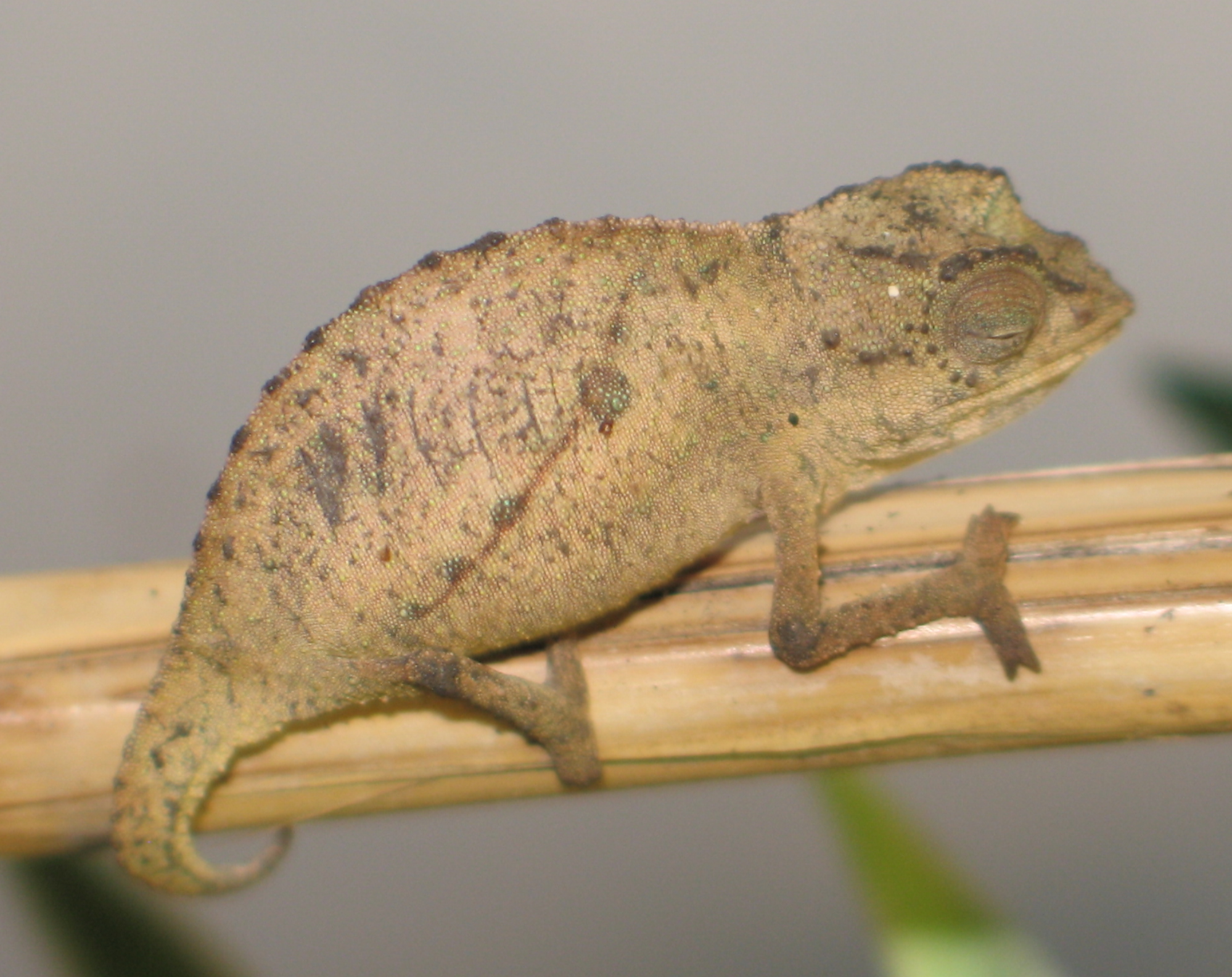
Juvénile

C'est une espèce ovipare. Le mâle courtise la femelle en la suivant et en effectuant des mouvements de hochement réguliers. Une femelle non réceptive réagit par des mouvements saccadés, ce qui met fin à la parade. En cas de non réaction le mâle poursuit son approche. L'accouplement a lieu quelques heures plus tard, et dure moins d'une heure.
L'accouplement peut avoir lieu tout au long de l'année, et après une gestation d'environ 40 jours les femelles pondent de deux à trois œufs (parfois un seul, parfois quatre) enterrés à quelques centimètres de profondeur, plus rarement simplement déposés sous des feuilles. Les femelles peuvent pondre jusqu'à six fois dans l'année. Les œufs incubent durant environ 4 mois (variable selon la température).
Les petits mesurent environ 2,5 centimètres à la naissance. Les petits sont matures à l'issue de leur première année.

## Mue

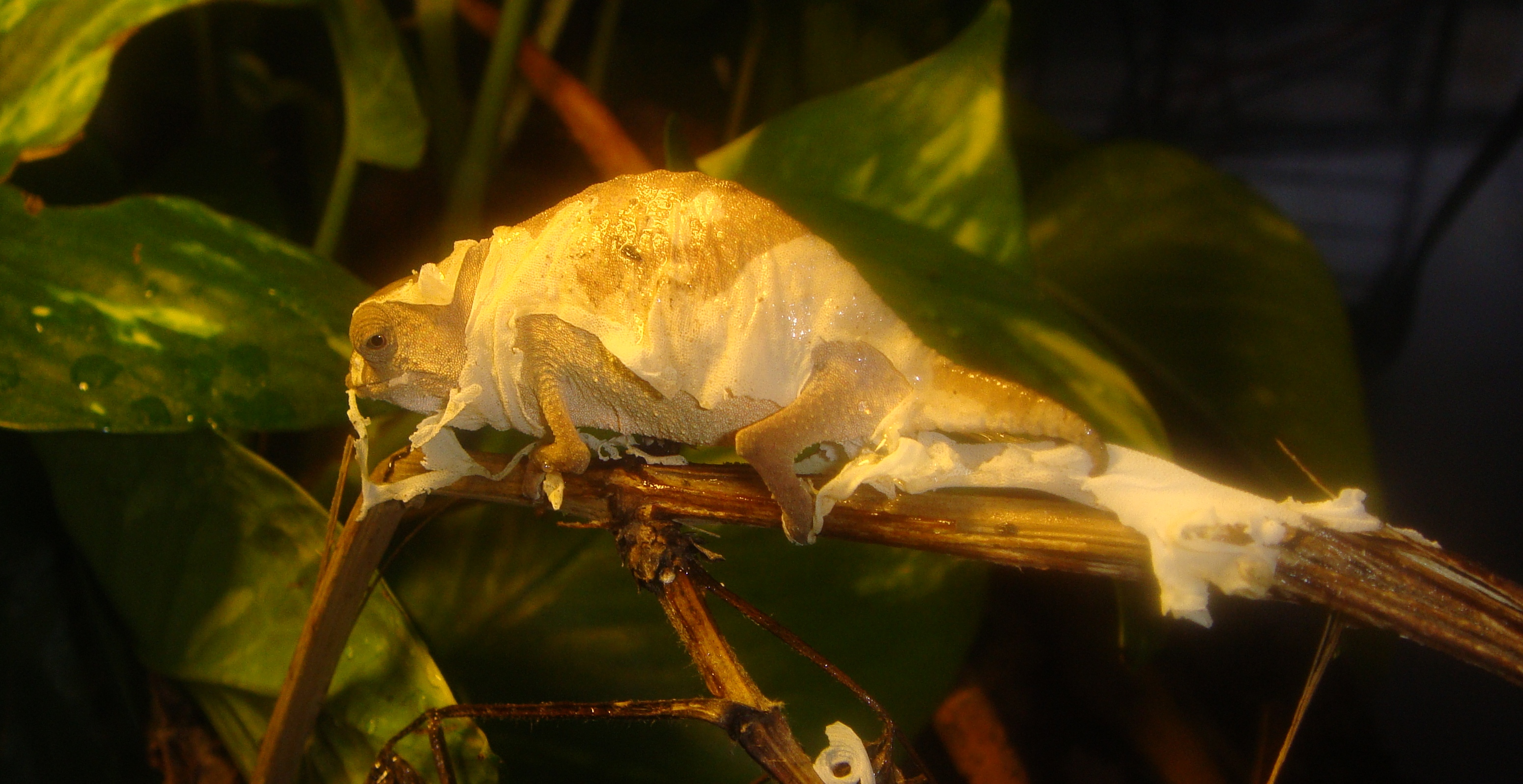
Individu en train de muer

Comme tous les caméléons nains – et contrairement aux autres caméléons – cette espèce mue d'un seul coup, l'ensemble de la peau se décollant quasi-simultanément sur tout le corps. La mue se termine donc assez rapidement, en général en moins d'une heure.

## Étymologie
Le nom de cette espèce, temporalis, vient du latin temporis, la tempe, en référence à ses tempes plates.

## Publication originale
- Matschie, 1892 : Über eine kleine Sammlung von Säugethieren und Reptilien, welche Herr L. Conradt aus Usambara (Deutsch Ostafrika) heimgebracht hat. Sitzungsberichte der Gesellschaft Naturforschender Freunde zu Berlin, vol. 1892, p. 101-110 (texte intégral).